# بونتينوري
بونتينوري (بالإيطالية: Pontenure)‏ هي بلدية في مقاطعة بياتشنزا في إقليم إميليا رومانيا الإيطالي.

## السكان
في سنة 1861 بلغ عدد السكان 3٬145 نسمة، وتطور العدد ليصل في سنة 2011 لـ 6٬373 نسمة.
يظهر هذا المخطط البياني تطور النمو السكاني لـ بونتينوري

## أعلام
- غيدو برناردي